# Молого-шекснинска низија
Молого-шекснинска низија (рус. Молого-Шекснинская низменность) низијско је подручје уз долине река Мологе и Шексне у северозападном европском делу Руске Федерације. Обухвата подручје на североистоку Тверске, југозападу Вологдске и северозападу Јарославске области.
Настала је пре око 17 хиљада година на месту некадашњег ледничког језера. Њени јужни делови су потопљени након градње Рибинске акумулације током 1940их година.
Надморска висина низије креће се између 100 и 120 метара, доминирају подзоласта тла. На југу је ограничена Овинишченским побрђем. Обрасла је шумом, ливадама и местимично мочварном вегетацијом.